# Човек који се смеје (филм из 1928)
Човек који се смеје (енгл. The Man Who Laughs) је амерички неми љубавни драмски филм из 1928. године, немачког експресионистичког режисера Паула Ленија. Филм је адаптација истоименог романа Виктора Игоа, а улоге тумаче Мери Филбин, Конрад Вајт, Брендон Херст, Чезаре Гравина, Стјуарт Холмс, Самјуел де Грас, Џорџ Сигман и Џозефин Кроуел. Филм је познат по гротескном осмеху на лицу лика Гвинплена (Вајт), због чега се често класификује као хорор филм. Филмски критичар Роџер Иберт је поводом овога изјавио: „Човек који се смеје је мелодрама, понекад чак и авантура, али толико огрезла у експресионистичком мраку да делује као хорор филм”.
Човек који се смеје је био један од најранијих филмова студија Universal Pictures који је назначио прелазак са немих филмова на звучне филмове користећи мувитон звучни систем који је увео Вилијам Фокс. Филм је завршен у августу 1927, али је објављен тек у октобру 1928. са звучним ефектима и музичком партитуром која је укључивала песму „When Love Comes Stealing”.

## Радња
У Енглеској крајем 17. века, дворска луда Баркилфедро обавештава краља Џејмса II о хапшењу лорда Кланчарлија, прогнаног племића, који се вратио по свог младог сина Гвинплена. Краљ открива лорду Кланчарлију да је Хардкванон, његов компрачикос хирург, унаказио дечаково лице како би се оно стално смешило. Лорд Кланчарли је касније погубљен железном девицом.
Убрзо након тога, краљ издаје декрет којим протерује све компрачикосе из Енглеске. Група компрачикоса се спрема да исплови из Енглеске, напуштајући младог Гвинплена. Дечак путује кроз снежну мећаву и спасава бебу чија се мајка смрзла. Прихвата их Урсус, љубазни филозоф-шоумен, који живи са својим љубимцем вуком, Хомом. Урсус схвата да је девојчица, Деа, слепа.
Годинама касније, Гвинплен и Деа, сада одрасли и заљубљени, путују земљом са Урсусом, изводећи представе које је за њих написао. Гвинпленов стални осмех донео му је широку популарност и он је постао познат као „Човек који се смеје”, али он се дубоко стиди свог унакажености, јер сматра да није вредан Деине наклоности. Хардкванон препознаје Гвинплена на вашару у Садарку и шаље писмо војвоткињи Џосијани, које пресреће Баркилфедро, сада утицајни агент двора. У писму Хардкванон тврди зна за живог наследника имања лорда Кланчарлија – које тренутно заузима војвоткиња – и предлаже јој да му плати како не би никоме открио ништа о овоме. Баркилфедро показује писмо краљици Ани, а његови људи одводе Хардкванона у затвор да га муче. Краљица шаље војвоткињиног вереника, лорда Дири-Моира, да је врати након што је већ неко време избегавала своје дужности на краљевском двору. Дири-Моир затиче војвоткињу како бесрамно лута са локалним мушкарцима на вашару у Садарку. Избија туча и она одлази у Кенсингтонску палату.
Са балкона, војвоткиња посматра Гвинпленов чин на вашару, истовремено узбуђена и згађена његовом наказношћу. Гласник даје Гвинплену поруку којом је позван на састанак у поноћ, и док је у сукобу због својих осећања према Деи, он се те ноћи искрада из каравана. Забринута Деа га чује како одлази и срце јој се слама кад пронађе писмо. Гвинплен је уведен на војвоткињино имање, где она покушава да га заведе, али је прекинута вешћу о Гвинпленовом племићком пореклу и краљичином декретом да се уда за Гвинплена, чиме би се легитимисало њено заузимање имања покојног лорда Кланчарлија; овим је њена веридба са Дири-Моиром поништена. Војвоткиња почиње да се смеје, због чега Гвинплен побегне, очајан што га поново неко исмева.
Гвинплен се враћа кући и извлачи војвоткињино писмо из Деиних руку док спава. Он цепа поруку на комаде пре него што почне да плаче, савладан кривицом. Деа се буди, осећајући олакшање када открије да се вратио. Он јој наводи руке да први пут осети његов осмех, а она га уверава да ју је Бог учинио слепом како би могла да види само правог Гвинплена. Чувари стижу да ухапсе Гвинплена, и одводе га у затвор. Када стражари касније изађу из затвора носећи Хардкванонов ковчег, Урсус погрешно закључи да је Гвинплен погубљен. Баркилфедро стиже да обавести Урсуса да је протеран из Енглеске, и сурово га лаже да је „насмејани шарлатан” мртав. Чувши ово са бине, Деа се онесвести од шока.
Гвинплен је ослобођен из затвора да би био постављен за пера у Дому лордова. Следећег дана, Баркилфедро га доводи у Лондон на церемонију представљања у исто време када Урсус и Деа крећу ка доковима Темзе да напусте земљу. Точкови каравана им се закључавају и Урсусов љубимац вук, Хомо, води Деу у Дом лордова. Перови су огорчени што се њиховим редовима придружио неко за кога верују да је пајац. Гвинплен је представљен краљици Ани, која декретом наређује да се Гвинплен ожени војвоткињом. Дири-Моир доводи Деу у зграду, али је Баркилфедро превари да се врати напоље и доводи је Урсусу. Узнемирен због ругања перова, Гвинплен се одриче свог положаја и одбија да се ожени војвоткињом. Он бежи од чувара и јури улицама, али проналази свој караван напуштеним. Гвинплен одлази на докове када сазна да је Деи и Урсусу наређено да напусте Енглеску, успевајући да избегну Баркилфедрове људе уз помоћ сељана. Када стигне до докова, Хомо чује Гвинпленове крике, те скаче са брода и плива до њега. Вук напада стражара који се спрема да насрне на Гвинплена, након чега успевају да се укрцају на брод. Гвинплен се поново налази са Урсусом и Деом и заједно отпловљавају.

## Улоге
| Глумац          | Улога               |
| --------------- | ------------------- |
| Мери Филбин     | Деа                 |
| Конрад Вајт     | Гвинплен            |
| Брендон Херст   | Баркилфедро         |
| Чезаре Гравина  | Урсус               |
| Олга Бакланова  | војвоткиња Џосијана |
| Стјуарт Холмс   | лорд Дири-Моир      |
| Џозефин Кроуел  | краљица Ана         |
| Џорџ Сигман     | др Хардкванон       |
| Самјуел де Грас | краљ Џејмс II       |

## Продукција
Након успеха филма Звонар Богородичине цркве (1923), заснованог на истоименом роману Виктора Игоа, компанија Universal Pictures је желела да објави још један филм са Лоном Чејнијем у главној улози. Започели су планови за адаптацију Фантома из опере, али су га руководиоци студија одбили. Уместо тога, Чејнију је понуђена главна улога у филмској верзији Игоовог Човека који се смеје. Овај роман, објављен 1869. године, био је предмет значајних критика и у Енглеској и у Француској, и био је један од Игоових најмање успешних дела, али је, свеједно, већ два пута био адаптиран у виду филма. Pathé је продуцирао Човека који се смеје у Француској 1908. године, а аустријска филмска компанија Olympic-Film објавила је нискобуџетну немачку верзију 1921. године.
Упркос Чејнијевом уговору, продукција није почела. Студио није успео да добије филмска права на Игоов роман од француског студија Société Générale des Films. Чејнијев уговор је измењен, чиме је ослобођен обавеза према Човеку који се смеје, али му је дозвољено да одабере неки други филм, што је на крају резултирало Фантомом из опере из 1925. године. Након успеха Фантома, шеф студија Карл Лем најавио је Човека који се смеје за следећи готички филм студија . Лемле је одабрао двојицу немачких колега за овај пројекат. Редитеља Паула Ленија ангажовао је Universal након његовог међународно признатог Кабинета воштаних фигура, и он се већ доказао у студију са филмом Мачка и канаринац. Његов земљак Конрад Вајт добио је улогу Гвинплена која је раније била намењена Чејнију. Вајт је сарађибао са Ленијем на Кабинету воштаних фигура и неколико других немачких филмова, а био је добро познат по улози Цезареа у Кабинету доктора Калигарија. Америчка глумица Мери Филбин, која је играла Кристину Дае уз Чејнија у Фантому из опере, добила је улогу Дее.
Лени је окупио квалификовану филмску екипу. Чарлс Д. Хол је изабран да дизајнира сценографију. Он је претходно адаптирао сцену за снимање Фантома из опере и сарађивао је са Ленијем на филму Мачка и канаринац. Џек Пирс је постао главни шминкер у студију Universal 1926. и био је одговоран за креирање Гвинпленовог изгледа.
Током секвенце у којој је Гвинплен представљен Дому лордова, статисти су били толико дирнути Вајтовим наступом да су почели да му аплаудирају.
Universal је уложио преко 1.000.000 долара у Човека који се смеје, што је био изузетно висок буџет за амерички филм у то време.

### Музика и звук
Човек који се смеје првобитно је објављен као неми филм са дијалозима приказаним кроз међутитлове и пројектованим уз музичку пратњу која би варирала у зависности од места. Велики успех Џез певача 1927. године, првог комерцијално успешног звучног филма, најавио је пропаст ере немих филмова. До маја следеће године, скоро сваки холивудски студио добио је лиценцу да користи опрему са мувитон системом за снимање звука на филму. Технолошки супериорнији у односу на витафон систем звука на диску који је користио Џез певач, мувитон је омогућио да се слика и звук истовремено снимају на истом (фотографском) медију, обезбеђујући њихову прецизну и аутоматску синхронизацију.
Universal је користио мувитон да у новембру 1928. обезбеди Човеку који се смеје једногласну оркестарску партитуру која је укључивала повремене синхронизоване звукове укључујући звона, куцање и трубе. Партитура је изграђена око валцер песме „When Love Comes Stealing”, коју је 1923. компоновао Ерно Рапе са текстовима Волтера Хирша и Луа Полака. Првобитно ју је акустично снимио тенор Луис Џејмс 4. марта 1924. као Вицтор 19326-А, али је поновну популарност постигла почетком 1928. године, вероватно због успеха Рапеових и Полакових валцера „Charmaine” и „Diane” као тематске песама за филмове Пошто слава? и Седмо небо. Шест комерцијално издатих снимака песме „When Love Comes Stealing” појавило се између фебруара и октобра, укључујући верзије оркестара Џека Стилмана, Натанијела Шилкрета и Хермана Кенина, Џимија Макхјуа и тенора Џејмса Мелтона, много пре њеног коришћења у вези са Човеком који се смеје.

## Објављивање
Човек који се смеје премијерно је приказан 27. априла 1928. у њујоршком Сентрал театру. Приход од пројекције дониран је непрофитној организацији Амерички пријатељи Блеранкура. Филм је објављен у Сједињеним Државама 4. новембра 1928. године.
Човек који се смеје је два пута издат у Уједињеном Краљевству. Филм је првобитно објављен у Лондону 16. маја 1928. године, у потпуно немој верзији, са партитуром коју су пружали музичари у сваком биоскопу. Universal је касније користио процес мувитон звука на филму да би филму дао синхронизовану музичку партитуру, а ова верзија је објављена у Лондону 30. новембра 1928. године.

## Пријем

### У време изласка
У време изласка, критичари су оценили филм као осредњи, при чему некима од њих није био драг морбидитет теме, а други су се жалили да сетови немачког изгледа нису евоцирали Енглеску 17. века.
Пол Рота је био посебно критичан. У својој књизи о историји филма из 1930. године, Филм до сада, назвао је Човек који се смеје „травестијом кинематографских метода” и изјавио да је у режији Лени „постао млохав, неуредан и изгубио је сав осећај за декорацију, фотографију и уметност.” The New York Times је дао благо позитивну рецензију филму, назвавши га: „Језивим, али занимљивим, и једним од ретких примера сликовитог дела у којем нема згодног главног хероја.”

### Савремене критике
Савремени критичари хвале Човека који се смеје као утицајни немачки експресионистички хорор филм снимљен у врхунцу ере немог филма. Роџер Иберт ставио је Човека који се смеје на своју листу сјајних филмова, дајући му четири од четири звездице и прогласивши га „једном од последњих драгоцености немачког немог експресионизма”, похваливши Ленијево „мајсторство визуелног стила”. Кевин Томас из Los Angeles Times-а дао је сјајну рецензију филму, описујући га као „управо ону врсту романтичне авантуре без прекида којој је потребан неми, а не звучни медиј за максималан утицај”, и назвао Ленија „савршеним режисером за овакав филм, јер његов бравурозни експресионистички стил подиже ову бурну причу изнад нивоа тужног до истински узбудљивог искуства.” Ерик Хендерсон из часописа Slant дао је филму три и по од четири звездице, написавши да је Човек који се смеје подигао је Universal-ов серијал готичких хорор филмова до „нових и неупоредивих висина у филмској историји”. Хендерсон је приметио „опсесивни дуализам” филма, наводећи његову „фасцинацију маштањем и склоност ка резервним, минималистичким композицијама” као „доказ стилског раскола”. Боб Бејкер из часописа Time Out назвао је филм „побуном експресионистичких детаља под Ленијевом снажном палицом”, усидреним Вајтовим „осетљивим приказом” Гвинплена. Бејкер сматра да је Ленијева „сликовна генијалност” обележила филм као „један од најузбудљивијих међу касним немим филмовима”. Упоређујући филм са Ленијевим редитељским делом из претходне године, Мачка и канаринац, Џ. Р. Џоунс из Chicago Reader-а изјавио је да Човек који се смеје боље демонстрира редитељеве „значајне драмске и сликовне таленте”, при чему љубав између Гвинплена и Дее даје „искрен и екстравагантан осећај за романтику”. Пишући за Little White Lies, Антон Бител описује како филм „као никада не достиже исти хорор налик на Ленијеве друге филмове, Кабинет воштаних фигура и Мачка и канаринац, упркос својој понекад језивој теми”, упоређујући га са „сентименталном романсом и политичком сатиром, са само делићем авантуре убаченим пред крај”. Он је похвалио Вајтову способност да прикаже пун емоционални распон без могућности да помери „један од најизразитијих делова лица”, а театралност и прекорачење друштвених норми у филму назвао је „карневалском”, коју најпотпуније оличава Гвинплен, „човек који је своја маска”.
На веб-сајту Rotten Tomatoes, филм има рејтинг одобравања од 100% на основу 20 рецензија, са просечном оценом од 8,4/10. Критички консензус сајта гласи: „У сарадњи бриљантних креативних умова, Човек који се смеје служи као звездани излог за таленте редитеља Паула Ленија и звезде Конрада Вејда.”

## Наслеђе
Човек који се смеје имао је значајан утицај на касније филмове са чудовиштима студија . Пирс је наставио да ради шминку за Universal-ова чудовишта; поређења са Гвинпленовим осмехом коришћена су за рекламирање филма Гавран (1935). Холова сценографија за Човека који се смеје помогла му је да развије спој готике и експресионистичких карактеристика које је користио за неке од најважнијих Universal-ових хорор филмова 1930-их: Дракула, Франкенштајн, Стара мрачна кућа, Невидљиви човек, Црна мачка и Франкенштајнова невеста. Деценијама касније, теме и стил Човека који се смеје утицали су на Црну Далију Брајана де Палме из 2006. године, која укључује неке снимке филма из 1928. године.
Џокер, непријатељ Бетмена из DC Comics-а, дугује свој изглед Вајтовом приказу Гвинплена у филму. Иако се Бил Фингер, Боб Кејн и Џери Робинсон нису слагали око својих улога у стварању Џокера 1940. године, сложили су се да је на његов претерани осмех утицала фотографија Вајта из филма Човек који се смеје. Графички роман из 2005. који истражује први сусрет Бетмена и Џокера такође је назван Бетмен: Човек који се смеје као омаж филму из 1928. године, као и Бетмен који се смеје, где Бетмен из алтернативног универзума постаје више налик на Џокера након што је успео да убије свог непријатеља.

### Касније адаптације
Иако су истакнути глумци, укључујући Кристофера Лија и Кирка Дагласа, изразили интересовање да тумаче улогу Гвинплена у хипотетичком римејку, у Сједињеним Државама овакав филм никада није снимљен; међутим, постојале су три адаптације европских редитеља. Верзија италијанског редитеља Серђа Корбучија из 1966. значајно је променила радњу и окружење, сместивши догађаје у Италију и заменивши двор краља Џејмса II двором куће Борџија. Жан Кершброн је 1971. режирао троделну француску телевизијску филмску адаптацију Човека који се смеје. Филип Букле и Делфин Дезје играли су Гвинплена и Деу; Филип Клеј се појавио као Баркилфедро. Жан-Пјер Амери је режирао још једну верзију на француском језику, која је објављена 2012. године. У њој су глумили Марк-Андре Грондин и Криста Тере, док је Жерар Депардје тумачио улогу Урсуса.
Историчар хорор филмова Вилер Винстон Диксон описао је филм Господин Сардоникус (1961), у којем се такође појављује лик са ужасавајућом осмехом, као „Човека који се смеје... преправљеног на неки начин”. Међутим, режисер овог филма, Вилијам Касл, изјавио је да је филм адаптација „Сардоникуса”, неповезане приповетке Реја Расела која се првобитно појавила у часопису Playboy.